# Marián Gáborík
Marián Gáborík (* 14. února 1982, Trenčín) je bývalý slovenský profesionální hokejista.

## Profesionální kariéra
Svoji profesionální kariéru zahájil v roce 1999 v týmu slovenské ligy Dukla Trenčín, kde hrál také v době výluky NHL v sezóně 2004–05. V roce 2000 byl draftován jako číslo 3 do týmu Wild, kam ještě v témže roce přestoupil. V NHL odehrál k 25. červenci 2010 celkem 578 utkání, nastřílel 261 gólů a na dalších 262 přihrál. V roce 2003 byl ve věku jednadvaceti let nominován do utkání All-Stars celé NHL. První gól dal hned při svém prvním utkání v NHL dne 6. října 2000.
Se slovenskou hokejovou reprezentací odehrál dvoje olympijské hry a tři mistrovství světa, ale nepodílel se na žádném z jejích medailových úspěchů.
21.12.2007 – Jako první hokejista se v NHL od prosince roku 1996, kdy takto zazářil Sergej Fjodorov, blýskl pěti góly. Rodák z Trenčína ovládl duel Minnesota Wild s New York Rangers, když šesti body (5 golů+1 asistence) dovedl své barvy k vítězství 6:3.
Po sezóně 2008/2009 odešel jako volný hráč do New York Rangers. V roce 2013 byl vyměněn do týmu Columbus Blue Jackets. Dne 5. března 2014, při posledním přestupovém dnu NHL, byl vyměněn do Los Angeles Kings za Matta Frantina, volbu ve druhém kole a podmíněnou volbu ve třetím kole draftu 2014. Ve finále Stanley Cupu porazilo Los Angeles Kings v pátém zápase New York Rangers 3:2 po druhém prodloužení, a Gáborík získal první Stanley Cup ve svojí hokejové kariéře. Se 14 góly se zároveň stal nejlepším střelcem play-off NHL 2013/14.
Jeho poslední zápas byl s kanadským klubem Ottawa Senators
Nejdéle hrál za severoamerický klub Minnesotu Wild, kde odehrál 8 sezón.

## Ocenění a úspěchy
- 1999 MS-18 - All-Star Tým
- 1999 MS-18 - Nejlepší útočník
- 1999 MS-18 - Nejlepší nahrávač
- 1999 MS-18 - Nejproduktivnější hráč
- 2002 NHL - YoungStars Roster
- 2005 SHL - Nejvíce vstřelených branek v oslabení
- 2007 MS - Top tří hráčů v týmu
- 2008 NHL - All-Star Game
- 2010 Nejlepší slovenský hokejový útočník
- 2012 NHL - All-Star Game
- 2012 NHL - All-Star Game (Nejužitečnější hráč)
- 2012 NHL - Druhý All-Star Team
- 2012 Nejlepší slovenský hokejový útočník
- 2014 NHL - Nejlepší střelec v playoff
- 2014 Nejlepší slovenský hokejový útočník
- 2014 Slovenský hokejista roku
- 2015 MS - Top tří hráčů v týmu

## Prvenství
- Debut v NHL - 6. října 2000 (Mighty Ducks of Anaheim proti Minnesota Wild)
- První gól v NHL - 6. října 2000 (Mighty Ducks of Anaheim proti Minnesota Wild, brankáři Guy Hebert)
- První asistence v NHL - 15. října 2000 (Minnesota Wild proti Edmonton Oilers)
- První hattrick v NHL - 13. listopadu 2001 (Minnesota Wild proti Atlanta Thrashers)

## Klubové statistiky
| Sezóna       | Klub                  | Soutěž       |      | Základní část | Základní část | Základní část | Základní část | Základní část |    | Play off | Play off | Play off | Play off | Play off |
| Sezóna       | Klub                  | Soutěž       | Z    | G             | A             | B             | TM            | Z             | G  | A        | B        | TM       |          |          |
| 1995/96      | Dukla Trenčín jun.    | SEJ          | 1    | 0             | 0             | 0             | 0             | —             | —  | —        | —        | —        |          |          |
| 1996/97      | Dukla Trenčín jun.    | SEJ          | 52   | 35            | 36            | 71            | 42            | —             | —  | —        | —        | —        |          |          |
| 1997/98      | Dukla Trenčín jun.    | SEJ          | 47   | 55            | 36            | 91            | 64            | —             | —  | —        | —        | —        |          |          |
| 1997/98      | Dukla Trenčín         | SHL          | 1    | 1             | 0             | 0             | 0             | —             | —  | —        | —        | —        |          |          |
| 1998/99      | Dukla Trenčín jun.    | SEJ          | 9    | 8             | 9             | 17            | 8             | —             | —  | —        | —        | —        |          |          |
| 1998/99      | Dukla Trenčín         | SHL          | 33   | 11            | 9             | 20            | 6             | 3             | 1  | 0        | 1        | 2        |          |          |
| 1999/00      | Dukla Trenčín jun.    | SEJ          | 1    | 1             | 0             | 1             | 0             | —             | —  | —        | —        | —        |          |          |
| 1999/00      | Dukla Trenčín         | SHL          | 50   | 25            | 21            | 46            | 34            | 5             | 1  | 2        | 3        | 2        |          |          |
| 2000/01      | Minnesota Wild        | NHL          | 71   | 18            | 18            | 36            | 42            | —             | —  | —        | —        | —        |          |          |
| 2001/02      | Minnesota Wild        | NHL          | 78   | 30            | 37            | 67            | 34            | —             | —  | —        | —        | —        |          |          |
| 2002/03      | Minnesota Wild        | NHL          | 81   | 30            | 35            | 65            | 46            | 18            | 9  | 8        | 17       | 6        |          |          |
| 2003/04      | Dukla Trenčín         | SHL          | 9    | 10            | 3             | 13            | 10            | —             | —  | —        | —        | —        |          |          |
| 2003/04      | Minnesota Wild        | NHL          | 65   | 18            | 22            | 40            | 20            | —             | —  | —        | —        | —        |          |          |
| 2004/05      | Dukla Trenčín         | SHL          | 29   | 25            | 27            | 52            | 46            | 12            | 8  | 9        | 17       | 26       |          |          |
| 2004/05      | Färjestad BK          | SEL          | 12   | 6             | 4             | 10            | 45            | —             | —  | —        | —        | —        |          |          |
| 2005/06      | Minnesota Wild        | NHL          | 64   | 38            | 28            | 66            | 64            | —             | —  | —        | —        | —        |          |          |
| 2006/07      | Minnesota Wild        | NHL          | 48   | 30            | 27            | 57            | 40            | 5             | 3  | 1        | 4        | 8        |          |          |
| 2007/08      | Minnesota Wild        | NHL          | 77   | 42            | 41            | 83            | 63            | 6             | 0  | 1        | 1        |          |          |          |
| 2008/09      | Minnesota Wild        | NHL          | 17   | 13            | 10            | 23            | 2             | —             | —  | —        | —        | —        |          |          |
| 2009/10      | New York Rangers      | NHL          | 76   | 42            | 44            | 86            | 37            | —             | —  | —        | —        | —        |          |          |
| 2010/11      | New York Rangers      | NHL          | 62   | 22            | 26            | 48            | 18            | 5             | 1  | 1        | 2        | 2        |          |          |
| 2011/12      | New York Rangers      | NHL          | 82   | 41            | 35            | 76            | 34            | 20            | 5  | 6        | 11       | 2        |          |          |
| 2012/13      | New York Rangers      | NHL          | 35   | 9             | 10            | 19            | 8             | —             | —  | —        | —        | —        |          |          |
| 2012/13      | Columbus Blue Jackets | NHL          | 12   | 3             | 5             | 8             | 6             | —             | —  | —        | —        | —        |          |          |
| 2013/14      | Columbus Blue Jackets | NHL          | 22   | 6             | 8             | 14            | 6             | —             | —  | —        | —        | —        |          |          |
| 2013/14      | Los Angeles Kings     | NHL          | 19   | 5             | 11            | 16            | 4             | 26            | 14 | 8        | 22       | 6        |          |          |
| 2014/15      | Los Angeles Kings     | NHL          | 69   | 27            | 20            | 47            | 16            | —             | —  | —        | —        | —        |          |          |
| 2015/16      | Los Angeles Kings     | NHL          | 54   | 12            | 10            | 22            | 20            | 4             | 0  | 1        | 1        | 2        |          |          |
| 2016/17      | Los Angeles Kings     | NHL          | 56   | 10            | 11            | 21            | 18            | —             | —  | —        | —        | —        |          |          |
| 2017/18      | Los Angeles Kings     | NHL          | 30   | 7             | 7             | 14            | 18            | —             | —  | —        | —        | —        |          |          |
| 2017/18      | Ottawa Senators       | NHL          | 16   | 4             | 3             | 7             | 6             | —             | —  | —        | —        | —        |          |          |
| 2018/19      | Ottawa Senators       | NHL          | 0    | 0             | 0             | 0             | 0             | —             | —  | —        | —        | —        |          |          |
| 2019/20      | Ottawa Senators       | NHL          | 0    | 0             | 0             | 0             | 0             | —             | —  | —        | —        | —        |          |          |
| 2020/21      | Tampa Bay Lightning   | NHL          | 0    | 0             | 0             | 0             | 0             | —             | —  | —        | —        | —        |          |          |
| Celkem v NHL | Celkem v NHL          | Celkem v NHL | 1035 | 407           | 408           | 815           | 492           | 84            | 32 | 26       | 58       | 30       |          |          |

## Reprezentace
| Rok                       | Tým                       | Soutěž                    | Z  | G  | A  | B  | TM |
| ------------------------- | ------------------------- | ------------------------- | -- | -- | -- | -- | -- |
| 1998                      | Slovensko 18              | MEJ                       | 6  | 2  | 1  | 3  | 0  |
| 1999                      | Slovensko 20              | MSJ                       | 6  | 3  | 0  | 3  | 2  |
| 1999                      | Slovensko 18              | MS-18                     | 7  | 3  | 8  | 11 | 2  |
| 2000                      | Slovensko 20              | MSJ                       | 7  | 3  | 1  | 4  | 0  |
| 2000                      | Slovensko 18              | MS-18                     | 6  | 6  | 2  | 8  | 12 |
| 2001                      | Slovensko                 | MS                        | 7  | 2  | 1  | 3  | 0  |
| 2004                      | Slovensko                 | MS                        | 9  | 4  | 2  | 6  | 4  |
| 2004                      | Slovensko                 | SP                        | 4  | 1  | 0  | 1  | 2  |
| 2005                      | Slovensko                 | MS                        | 7  | 3  | 1  | 4  | 6  |
| 2006                      | Slovensko                 | OH                        | 6  | 3  | 4  | 7  | 4  |
| 2007                      | Slovensko                 | MS                        | 6  | 5  | 6  | 11 | 14 |
| 2010                      | Slovensko                 | OH                        | 7  | 4  | 1  | 5  | 6  |
| 2011                      | Slovensko                 | MS                        | 6  | 2  | 1  | 3  | 0  |
| 2015                      | Slovensko                 | MS                        | 7  | 4  | 2  | 6  | 8  |
| 2016                      | Výběr Evropy              | SP                        | 4  | 2  | 0  | 2  | 2  |
| Juniorská kariéra celkově | Juniorská kariéra celkově | Juniorská kariéra celkově | 32 | 17 | 12 | 29 | 16 |
| Seniorská kariéra celkově | Seniorská kariéra celkově | Seniorská kariéra celkově | 63 | 30 | 18 | 48 | 46 |